# Fascellina celata
Fascellina celata là một loài bướm đêm trong họ Geometridae.